# Els Bonys
El cim de Els Bonys és una muntanya de 2.183 metres que es troba al municipi de Farrera, a la comarca del Pallars Sobirà.